# اورمسکیرک
longitudeاورمسکیرکlatitudeاورمسکیرک
اورمسکیرک (به انگلیسی: Ormskirk) یک شهرک در بریتانیا است که در West Lancashire واقع شده‌است.

## نگارخانه

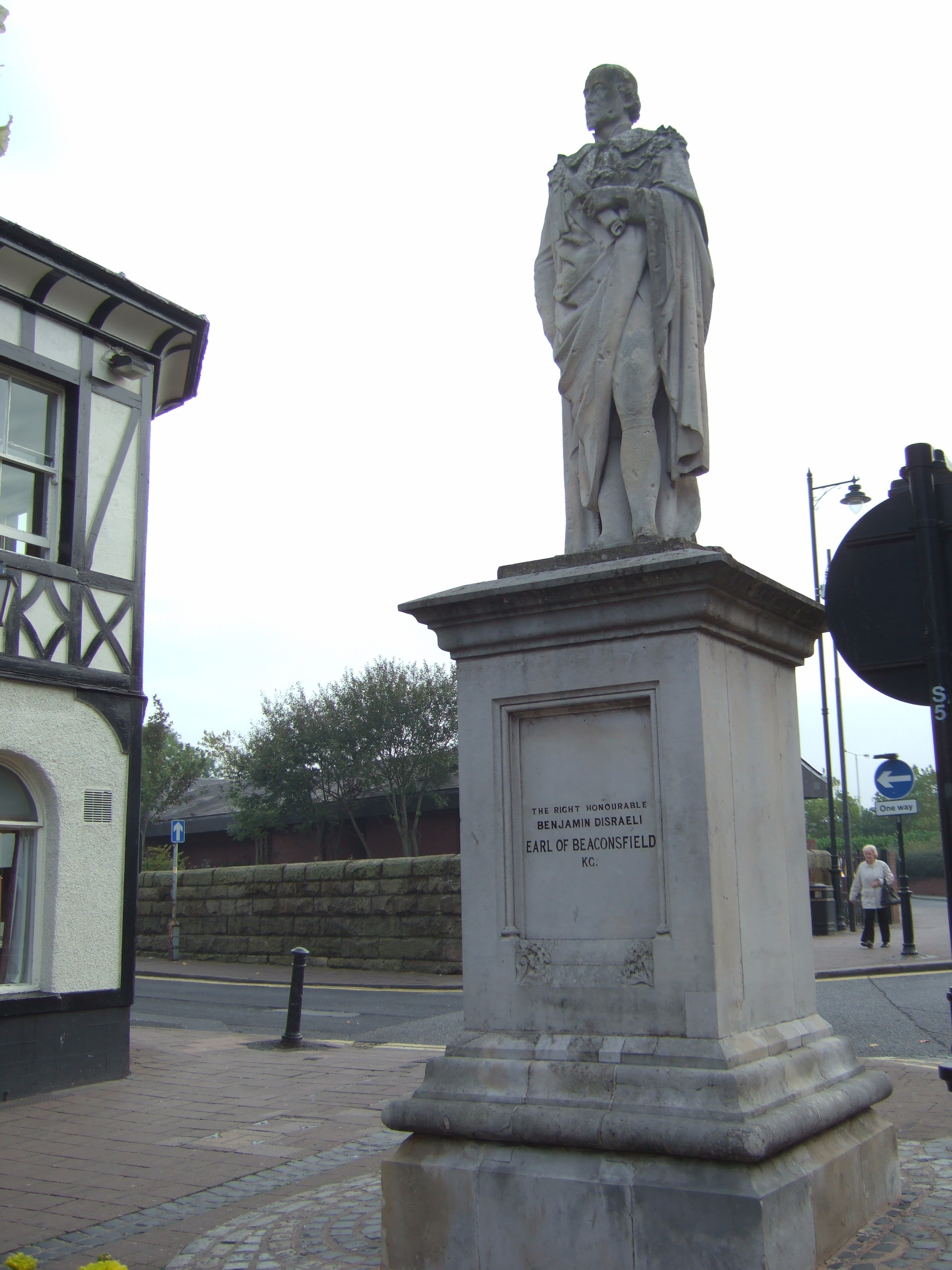
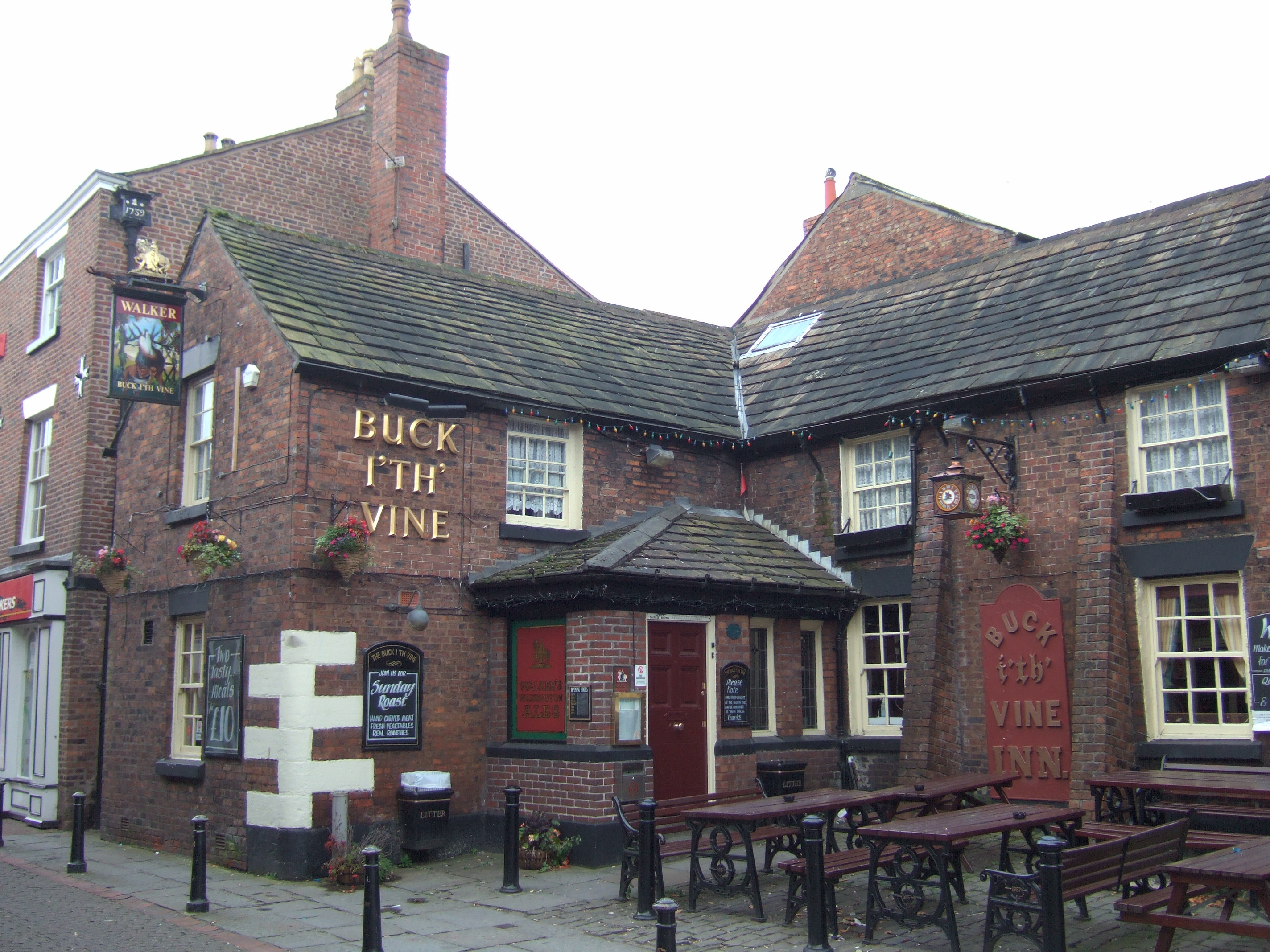
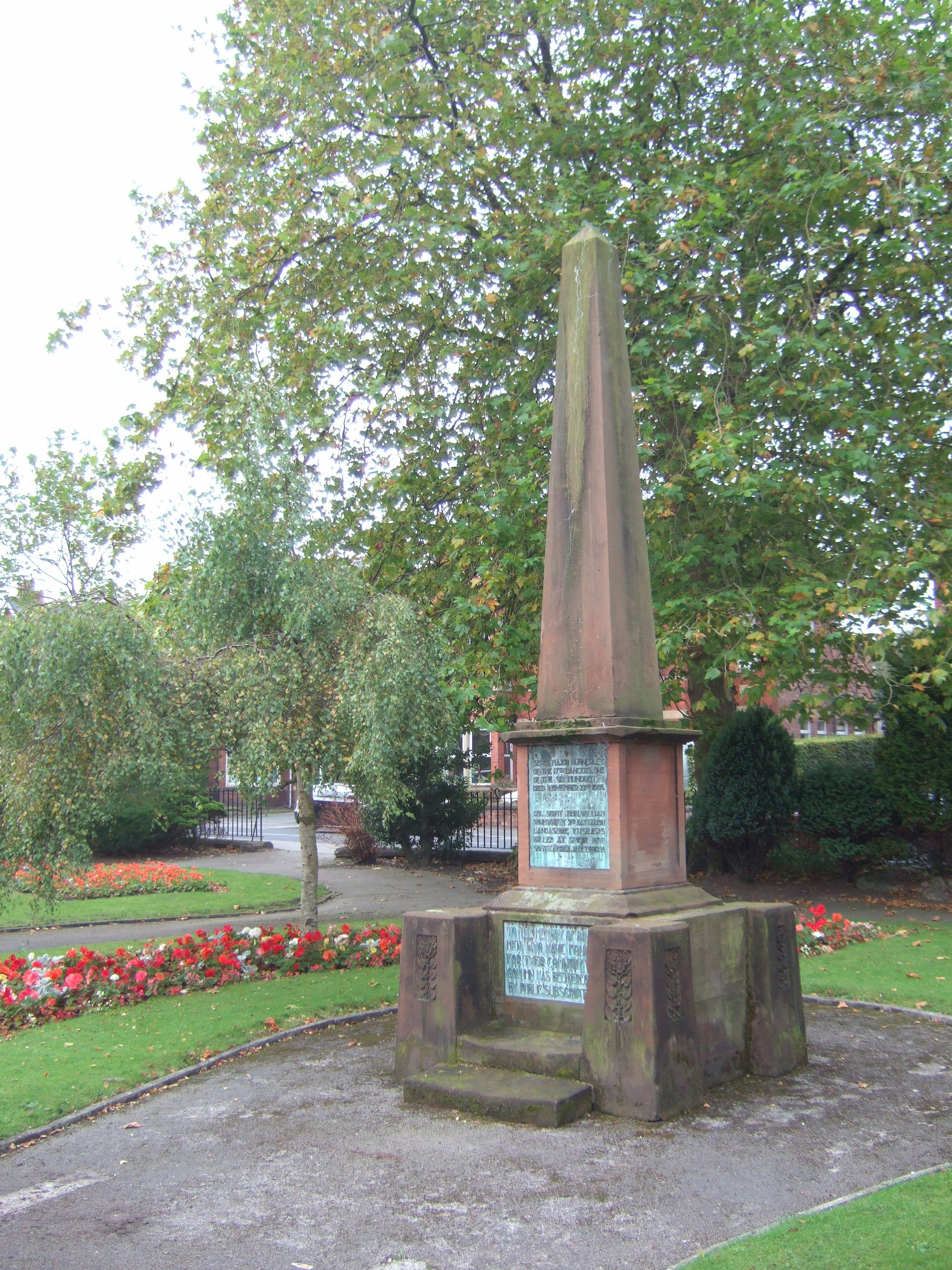
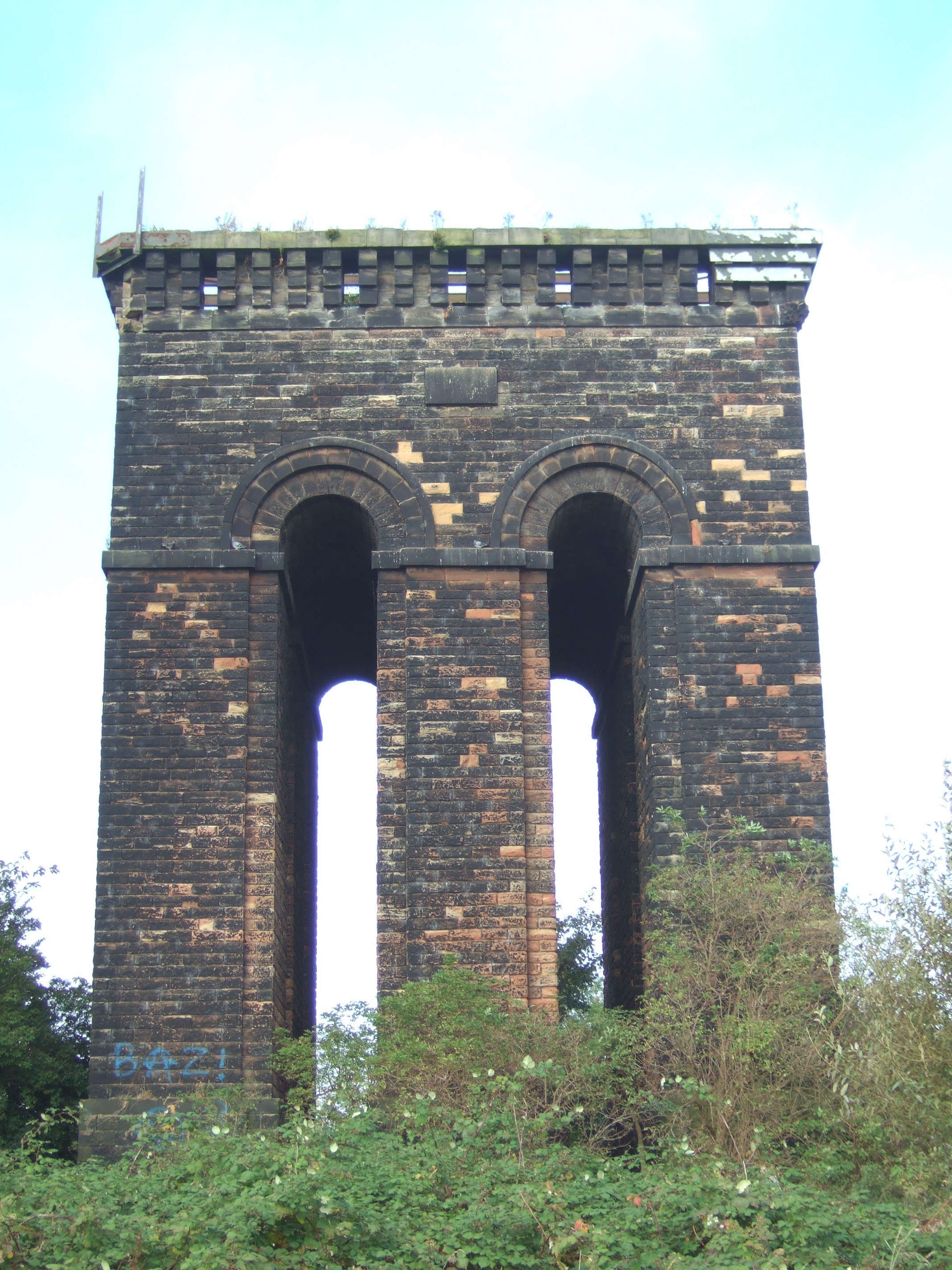

## خصوصیات
اورمسکیرک ۲۴٬۱۹۶ نفر جمعیت دارد.